# 마른나무흰개미과
마른나무흰개미과(Kalotermitidae)는 바퀴목 흰개미아목의 한 과이다. 흰개미과와 달리 건조한 목재를 가해할 수 있다. 한국에는 통짜흰개미 1종이 보고되어 있으며, 2023년 5월 Cryptotermes domesticus가, 2023년 9월 Incisitermes minor가 유입되었다.

## 하위 속
- Allotermes
- Bicornitermes
- Bifiditermes
- Calcaritermes
- Ceratokalotermes
- Comatermes
- Cryptotermes
- Epicalotermes
- Eucryptotermes
- 통짜흰개미속 (Glyptotermes)
- Incisitermes
- Kalotermes
- Marginitermes
- Neotermes
- Paraneotermes
- Postelectrotermes
- Procryptotermes
- Proneotermes
- Pterotermes
- Rugitermes
- Tauritermes

## 참조
- Biolib
- Fauna Europaea